# Штоосс, Карл
Штоосс Карл (нем. Stooß (Stooss) Carl; 13 октября 1849, Берн — 24 февраля 1934, Грац, Австрия) — швейцарский правовед, специалист по уголовно-правовой политике. Был профессором уголовного права университетов в Берна и Вены. 5 августа 1893 г. представил проект Общей части, а впоследствии и полный текст общефедерального Уголовного кодекса Швейцарии, который получил одобрение экспертной комиссии в 1896 г. В дальнейшем проект Штоосса был принят Федеральным собранием Швейцарского союза 21 декабря 1937 г. и утвержден на референдуме (3 июля 1938 года), вступил в силу с 1 января 1942 г..
По своим научным взглядам К. Штоосс был близок к представителям социологического направления — в его проекте УК не впервые параллельно с наказаниями появились меры безопасности, а в процессе работы над кодексом ученый много консультировался с Францем фон Листом и др. представителями социологической школы.
К. Штоосс был главным редактором научного журнала «Обзор швейцарского уголовного права».

## Работы
- Die schweizerischen Strafgesetzbücher zur Vergleichung zusammengestellt. Basel und Genf, 1890.
- Die Grundzüge des schweizerischen Strafrechts. Im Auftrage des Bundesrathes vergleichend dargestellt. Basel und Genf, 1892—1893. (online, PDF)
- Vorentwurf zu einem Schweizerischen Strafgesetzbuch: Allgemeiner Teil. Im Auftrage des Bundesrathes ausgearbeitet von Carl Stooss. Basel und Genf, 1893.
- Chirurgische Operation und ärztliche Behandlung: Eine strafrechtliche Studie. Berlin, 1898.
- Lehrbuch des österreichischen Strafrechts. 1908 (2. Auflage 1913).
- Carl Stooss, Rechtswissenschaft der Gegenwart in Selbstdarstellungen, Band 2, Leipzig, 1924.